# Justicia peninsularis
Justicia peninsularis là một loài thực vật có hoa trong họ Ô rô. Loài này được Gómez-Laur. & Hammel mô tả khoa học đầu tiên năm 1994.